# 21-й Нью-Йоркский пехотный полк
21-й Нью-Йоркский пехотный полк (21st New York Volunteer Infantry Regiment, также 1st Buffalo Regiment) — представлял собой один из пехотных полков армии Союза во время Гражданской войны в США. Полк был сформирован в Нью-Йорке в мае 1861 года и участвовал в сражениях августа-декабря 1862 года. 18 мая 1863 года был расформирован из-за истечения срока службы.

## Формирование
Полк был сформирован полковником Роджерсом в лагере Эльмира и 13 мая 1861 года был принят на службы штата и получил свою нумерацию. Он был набран в основном из рядовых 65-го и 74-го полков Нью-Йоркского ополчения. 2 августа 1861 года по распоряжению губернатора штата полк был передан на службу в федеральную армию на тот самый срок, на который рядовые записывались в армию штата. Рядовые полка были набраны в основном в округе Эри. Некоторые были родом из Эллени, Чаутаукуа, Ниагары, Орлеана, Освего и Вайоминга.
Униформа, разработанная для 74-го милицейского полка в итоге досталась 21-му. Полк вооружили капсюльными мушкетами образца 1840 года, которые 28 июня были заменены на мушкеты образца 1842 года.
Первым командиром полка стал полковник Уильям Роджерс, подполковником — Адриан Рут, майором — Уильям Дрю.

## Боевой путь
18 июня 1861 года полк покинул Нью-Йорк и отправился по железной дороге в Вашингтон через Гаррисберг и Балтимор. Его разместили на высотах Калорама-Хайс и включили в отряд Джозефа Мансфилда. 14 июля полк стоял гарнизоном в форте Раньон, а рота Е — в форте Джексон, а рота К — в бастионе на Александрийской дороге.
2 августа полк был переведён из армии штата в федеральную армию. При этом 41 рядовой решил, что их служба завершена. Они были арестованы и отправлены на Драй-Тортугас. 20 августа они были освобождены на условии, что продолжат службу во 2-м Нью-Йоркском пехотном полку.